# Congressional Quarterly
Congressional Quarterly, Inc. (o CQ) es parte de una editorial privada llamada CQ Roll Call que produce una serie de publicaciones que informan principalmente sobre el Congreso de los Estados Unidos. CQ fue adquirida por Economist Group y combinada con Roll Call para formar CQ Roll Call en 2009; CQ dejó de existir como entidad separada y, en julio de 2018, se anunció un acuerdo para que FiscalNote adquiriera la empresa.

## Historia
CQ fue fundada en 1945 por Nelson Poynter y su esposa, Henrietta Poynter, con el objetivo de proporcionar un vínculo entre los periódicos locales y la compleja política dentro de Washington D. C..
Thomas N. Schroth , que había sido editor jefe de The Brooklyn Eagle, fue elegido en octubre de 1955 como editor ejecutivo y vicepresidente. Schroth construyó la cobertura imparcial de la publicación, con un volumen de ingresos anuales que crecieron durante su mandato de 150 000 dólares cuando comenzó a 1.8 millones de dólares. Además de agregar una división de libros, Schroth agregó muchos miembros del personal que lograron el éxito periodístico en el futuro, incluidos David S. Broder, Neal R. Peirce y Elizabeth Drew. Fue despedido de Congressional Quarterly en 1969 después de desacuerdos enconados con Poynter sobre la política editorial en la publicación. Los esfuerzos de Schroth para defender "formas más imaginativas de hacer las cosas" llegaron a ebullición.
En 1965, Poynter resumió sus razones para fundar CQ, diciendo: "El gobierno federal nunca establecerá una agencia adecuada para controlarse a sí misma, y una fundación es demasiado tímida para eso. Así que tenía que ser una empresa privada en deuda con su clientela." A pesar de su nombre, CQ se publicó trimestralmente durante solo un año. La demanda generó actualizaciones más frecuentes, primero semanalmente y luego diariamente. CQ también fue uno de los primeros en la entrega de información en tiempo real, comenzando con un servicio de acceso telefónico en 1984. Su sitio web domina el mercado de información de seguimiento legislativo en línea y ha sido nominado para varios premios. En los últimos años, CQ ha lanzado varios boletines informativos solo en la web con un mayor enfoque en áreas particulares, que incluyen «CQ Homeland Security»,  «CQ BudgetTracker» y «CQ HealthBeat», entre otros. 
En 2005, la publicación insignia de CQ,«Weekly Report» se relanzó como «CQ Weekly» con un enfoque más amplio, que incluye "gobierno, comercio y política". Una publicación diaria, «CQ Today,» también está disponible todos los días cuando el Congreso está en sesión. «CQ Today» compite principalmente en impresión con Atlantic Media «CongressDaily»
En mayo de 2008, SAGE Publications compró CQ Press en su totalidad.
Hasta 2009, CQ era propiedad de Times Publishing Company de St. Petersburg, Florida, editor del Tampa Bay Times (anteriormente St. Petersburg Times ) y otras publicaciones. The Times Publishing Company es a su vez propiedad del Instituto Poynter, una escuela para periodistas fundada por Nelson Poynter. The Economist Group adquirió CQ. Los términos del acuerdo no fueron revelados.

## Premios
Ocho reporteros de CQ han ganado el "Premio Everett McKinley Dirksen por Informes Distinguidos del Congreso" de la National Press Foundation: Alan Ehrenhalt en 1983, Joan Biskupic en 1991, Janet Hook en 1992, George Hager en 1996, Jackie Koszczuk en 1997, Sue Kirchhoff en 2000, John Cochran en 2003 y Jonathan Allen en 2008.